# Чамбул

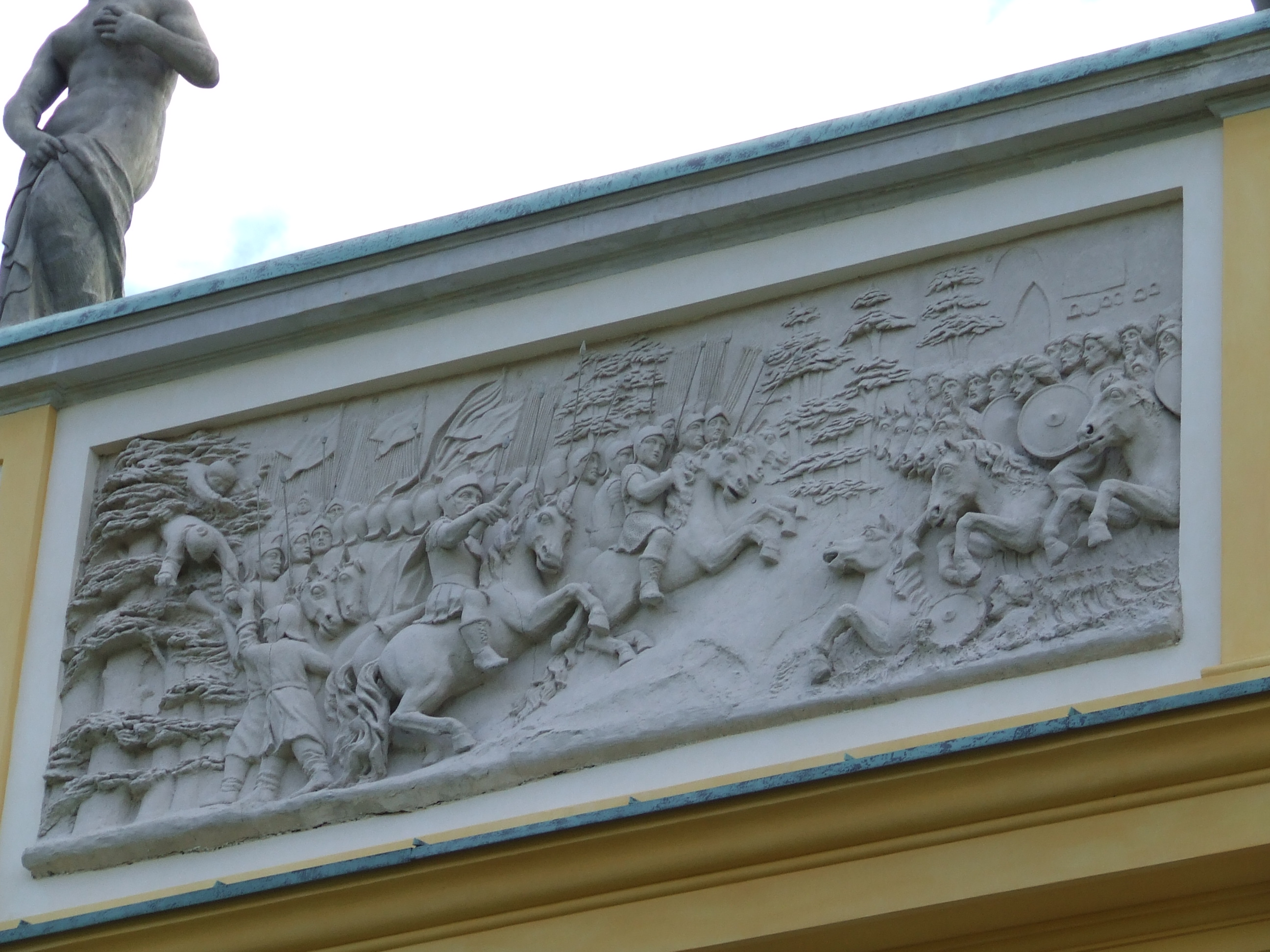
Барельєф із королівського палацу Собеського у Вілянові із зображенням виправи на чамбули

Чамбу́л (тур. czapuł — загін або c̦apul — «грабування, здобич») — мобільний загін татарської (ординської) кінноти, що, врізнобіч віддалюючись від головного табору (коша) роз'їжджав по степах і чинив раптові напади на мирне населення з метою грабунку.
|  | Ротмістр Ташицький, якось збиваючись і давлячись словами, доповів, що розвідка нагнала татарський чамбул, який вчинив набіг на зимовник, всіх перебив, дівчину взяв до полону. Петро Панч, «Гомоніла Україна» |

З награбованим чамбул повертався до коша, від якого замість прибулого загону вирушав наступний для проведення наступних грабунків. Поступово все татарське військо, не припиняючи руху, збиралося разом з награбованим біля головної частини війська — коша. У зв'язку з наявністю худоби та бранців (ясиру) відступ війська ставав уповільненим. Відійшовши в степ на 120—160 км від кордонів, зупинявся на відпочинок, під час якого впорядковували військо та ділили здобич.
Про це згадує й українська дума:
За річкою вогні горять,
Там татари полон ділять.
Село наше запалили,
І багатство розграбили,
Стару неньку зарубали,
А миленьку в полон взяли.
А в долині бубни гудуть,
Бо на заріз людей ведуть:
Коло шиї аркан в'ється,
І по ногах ланцюг б'ється.

## Козаки проти татарських чамбулів
Козаки, починаючи з XV ст., регулярно воювали з кримцями та задавали їх чамбулам «багато лиха» та робили «великі шкоди». На зростання чисельності і організованості українського козацтва у XVI ст. позитивно вплинули, зокрема, розгром перекопців на Ольшаниці 1527 р, походи під Очаків ополчень Київщини і Поділля в 1529 г., перемога над кримськими чамбулами в 1530 року на Голтві і в Полозор'ї і успішна оборона Черкас в 1532 р. під час їх облоги кримсько-турецьким військом.
Однак, за словами Бориса Черкаса, козацьке військо й саме було не проти пограбувати російськи або кримські каравани. Так, незабаром після деблокади Черкас козаки розбили великий купецький обоз з міста Кафи, чим заподіяли великої шкоди кримській скарбниці.

## Реч Посполита проти татарських чамбулів
У 1672 р. напередодні укладання Бучацької мирної угоди під час польсько-турецької війни (у ході якої козацьке військо Петра Дорошенка воювало проти поляків у союзі з османами) Собеський завдав низку нищівних поразок татарським чамбулам. Так, маючи тільки 2,5-3 тис. кінноти і драгонії, він рушив 5 жовтня з Красного Ставу проти татар швидким маршем та вночі розбив малий чамбул під Краснобродом, а вже 6 жовтня — два чамбули під Наролем. Під Немирів він дістався 7 жовтня і розбив кіш Джамбета Гірея. Після одноденного відпочинку 8 жовтня, Собеський 9 жовтня заскочив і розбив під Комарним головні сіли нуреддин-султана. Переможна коронна кіннота переслідувала татар після битви аж до Бенькової Вишні. Далі війська Собеського переправилися через Дністер і рушили навздогін за Хаджі Гіреєм. Після форсованого маршу коронні війська числом тисячі жовнірів (решта відстала) наздогнали татар 14 жовтня і розбили їх під Петранкою. Ця блискуча перемога Собеського дещо полегшила умови мирної угоди, продиктовані 18 жовтня 1672 року Османською імперією Речі Посполитій.